# Liste der Bayerischen Staatsminister für Umwelt
Dies ist eine Liste der bayerischen Staatsminister für Umwelt.
| Name              | Amtsantritt                                                                      | Kabinett                                          | Partei       |
| ----------------- | -------------------------------------------------------------------------------- | ------------------------------------------------- | ------------ |
| Max Streibl       | 8. Dezember 1970 12. November 1974                                               | Goppel III Goppel IV                              | CSU          |
| Alfred Dick       | 26. Mai 1977 7. November 1978 27. Oktober 1982 30. Oktober 1986 19. Oktober 1988 | Goppel IV Strauß I Strauß II Strauß III Streibl I | CSU          |
| Peter Gauweiler   | 30. Oktober 1990 17. Juni 1993                                                   | Streibl II Stoiber I                              | CSU          |
| Thomas Goppel     | 25. Februar 1994 27. Oktober 1994                                                | Stoiber I Stoiber II                              | CSU          |
| Werner Schnappauf | 6. Oktober 1998 14. Oktober 2003                                                 | Stoiber III Stoiber IV                            | CSU          |
| Otmar Bernhard    | 16. Oktober 2007                                                                 | Beckstein                                         | CSU          |
| Markus Söder      | 30. Oktober 2008                                                                 | Seehofer I                                        | CSU          |
| Marcel Huber      | 4. November 2011 10. Oktober 2013                                                | Seehofer I Seehofer II                            | CSU          |
| Ulrike Scharf     | 5. September 2014                                                                | Seehofer II                                       | CSU          |
| Marcel Huber      | 21. März 2018                                                                    | Söder I                                           | CSU          |
| Thorsten Glauber  | 12. November 2018 8. November 2023                                               | Söder II Söder III                                | Freie Wähler |